# Sokoliv, Cervonoarmiisk
Sokoliv (în ucraineană Соколів) este o comună în raionul Cervonoarmiisk, regiunea Jîtomîr, Ucraina, formată numai din satul de reședință.

## Demografie
Componența lingvistică a comunei Sokoliv
     Ucraineană (98%)
     Rusă (1,75%)
     Alte limbi (0,17%)
Conform recensământului din 2001, majoritatea populației comunei Sokoliv era vorbitoare de ucraineană (98%), existând în minoritate și vorbitori de rusă (1,75%).